# Punta Cardón (paroisse civile)
Pour les articles homonymes, voir Punta Cardon.
Punta Cardón est l'une des est l'une des quatre ou cinq paroisses civiles, de la municipalité de Carirubana dans l'État de Falcón au Venezuela. Sa capitale est Punta Cardón qui fait partie de l'agglomération de Punto Fijo.

## Géographie
La paroisse civile de Punta Cardón couvre le sud de la péninsule de Paraguaná. À son extrémité occidentale se trouve sa capitale Punta Cardón, qui constitue la partie méridionale de Punto Fijo, chef-lieu de la municipalité. Les autres localités de la paroisse civile sont :
- Cerro Atravesado
- Ciudad Federación
- Guaranao
- La Trinidad
- Puerta Maraven
- Quitaire
- Sarinao